# Schwarze Crux

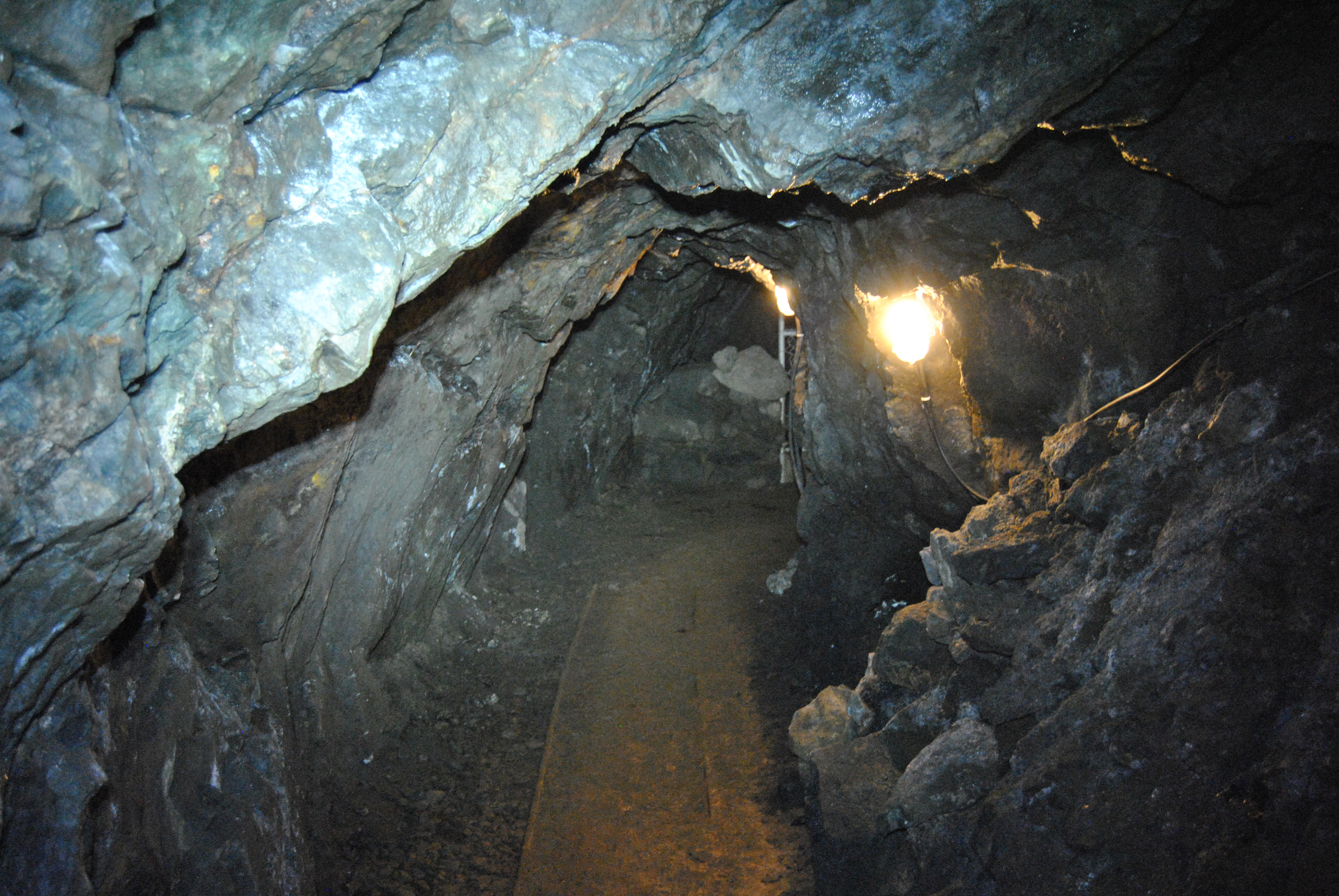
Im Stollen des Besucherbergwerks

Schwarze Crux ist der Name eines Bergwerks und einer Eisenerz-Lagerstätte nahe Schmiedefeld am Rennsteig und Vesser im Thüringer Wald. Im Besucherbergwerk Schwarze Crux wurde ein historisches Bergwerk wieder für die Öffentlichkeit zugänglich gemacht. Der Bergbau wurde im 19. Jahrhundert wegen Erschöpfung der Lagerstätte eingestellt, Versuchsschürfe in den 1950er Jahren durch den VEB Eisenerzgruben Saalfeld führten nicht mehr zum Aufleben des Bergbaus.

## Geologie
Aufgeschlossen sind im Gebiet, in der „Zone von Vesser“ am Rand der Mitteldeutschen Kristallinschwelle metamorph überprägte Sedimente und Vulkanite des Altpaläozoikums, die von verschiedenen Autoren ins Ordovizium oder ins Kambrium gestellt wurden; heute hat sich die kambrische Datierung durchgesetzt. Die anstehenden Phyllite und Amphibolite erreichen wahrscheinlich 1800 Meter Mächtigkeit, sie werden als Vesser-Serie oder Vesser-Zone abgegrenzt. Es handelt sich um Sedimente eines Meeresbeckens, eines sogenannten Backarc-Beckens am Rand des Rheischen Ozeans, dessen ozeanische Kruste unter den nördlichen Kontinent Laurussia subduziert wurde, wobei es in der Riftzone zu ausgedehntem untermeerischen Vulkanismus kam. Das Gebiet wurde beim Schließen des Ozeans durch Kollision mit dem Südkontinent Gondwana zum Variszischen Gebirge aufgefaltet, die Zone von Vesser ist der einzige Bereich, in dem die große Teile Europas durchziehende, von Südwesten nach Nordosten erstreckende Zone oberflächlich aufgeschlossen ist, sonst ist sie von jüngeren Sedimenten verhüllt und nur geomagnetisch nachweisbar.
Die Eisenerz-Lagerstätte besteht im Wesentlichen aus Magnetit, der in Form von Körnern in das Nebengestein (kalkreicher Skarn, früher „Marmor“ genannt und Hornfels) eingeschlossen und bildet darin Schichten und Linsen, abbauwürdig waren fünf Lager, die maximal 8 Meter Mächtigkeit und 200 m Länge erreichten. Die Mineralisation umfasst neben dem Eisenerz Magnetit (90 Prozent, auch für die Magnet-Anomalie verantwortlich), Pyrrhotin, Ilmenit, bläulich gefärbten Fluorit, rötlichen Baryt und Calcit und zahlreiche weitere Minerale, die in eine grobkörnige Matrix reich an Granaten (ein Andradit) eingelagert sind.
Gedeutet wird die Eisen-Mineralisation als an hydrothermalen untermeerischen Quellaustritten gebildet, wobei das Wasser durch den Vulkanismus aufgeheizt und mit Mineralien angereichert worden war. Ähnliche Bildungen am heutigen Meeresgrund werden „Schwarze Raucher“ (black smoker) genannt. Anders als von den früheren Geologen angenommen stehen sie also nicht mit dem Granit in Zusammenhang (der sie metamorph überprägt hat), sondern sind älter als dieser.

## Bergbau
Der Name Crux ist nicht sicher gedeutet, möglicherweise bezieht er sich auf ein altes Wegekreuz. Der Bergbau auf Eisenerz in der Region hat mittelalterliche Wurzeln, wie sich indirekt aus der Erwähnung eines Eisenhammers in Vesser im Jahr 1406 ergibt. Dabei wurden zunächst Gänge von Hämatit (Roteisenstein) abgebaut, die der Lagerstätte Schwarze Crux benachbart sind, aber mit ihr nicht in direktem Zusammenhang stehen. Diese wurden unter anderem auf den nahe gelegenen Gruben „Rote Crux“ und „Gelbe Crux“ abgebaut. Im „Tiefen Gloria Stollen“ wurde die Magnetit-Lagerstätte der Schwarzen Crux beim Bergbau auf Roteisenstein etwa 40 Meter tiefer als deren Abbaue unterfahren.
In den 1950er Jahren wurden die alten Stollen des Bergwerks Schwarze Crux wieder aufgefahren, um die Erzlagerstätte mit modernen Methoden neu zu untersuchen. Dabei wurde aber festgestellt, dass die wirtschaftlich nutzbaren Vorräte schon im 19. Jahrhundert abgebaut worden waren.

## Besucherbergwerk
Der alte Marienschacht II wurde nach 1990 zum Besucherbergwerk ausgebaut. In einem 40 Minuten langen Rundgang bis in 36 Meter Tiefe werden Geologie, Erzführung und Abbautechniken erklärt, historische Strecken, Förderstrecken  und Abbaue sowie Gesteine, Erze und Minerale gezeigt. Dazu gehören ein Museum und eine Gaststätte. Das Museum kann ganzjährig ab 10 Uhr besichtigt werden, außer mittwochs und donnerstags. Der Stollen weist eine besonders reine Luftqualität auf und wird deshalb als Heilstollen benutzt.